# Эспиноса, Яниуска Исабель
Яниуска Исабель Эспиноса (исп. Yaniuska Isabel Espinosa; род. 5 декабря 1986 года, Пуэрто-Кабельо, Венесуэла) — венесуэльская тяжелоатлетка, выступающая в весовой категории свыше 90 кг. Участница Олимпиады-2016 в Рио-де-Жанейро, чемпионка Панамериканских игр.

## Биография

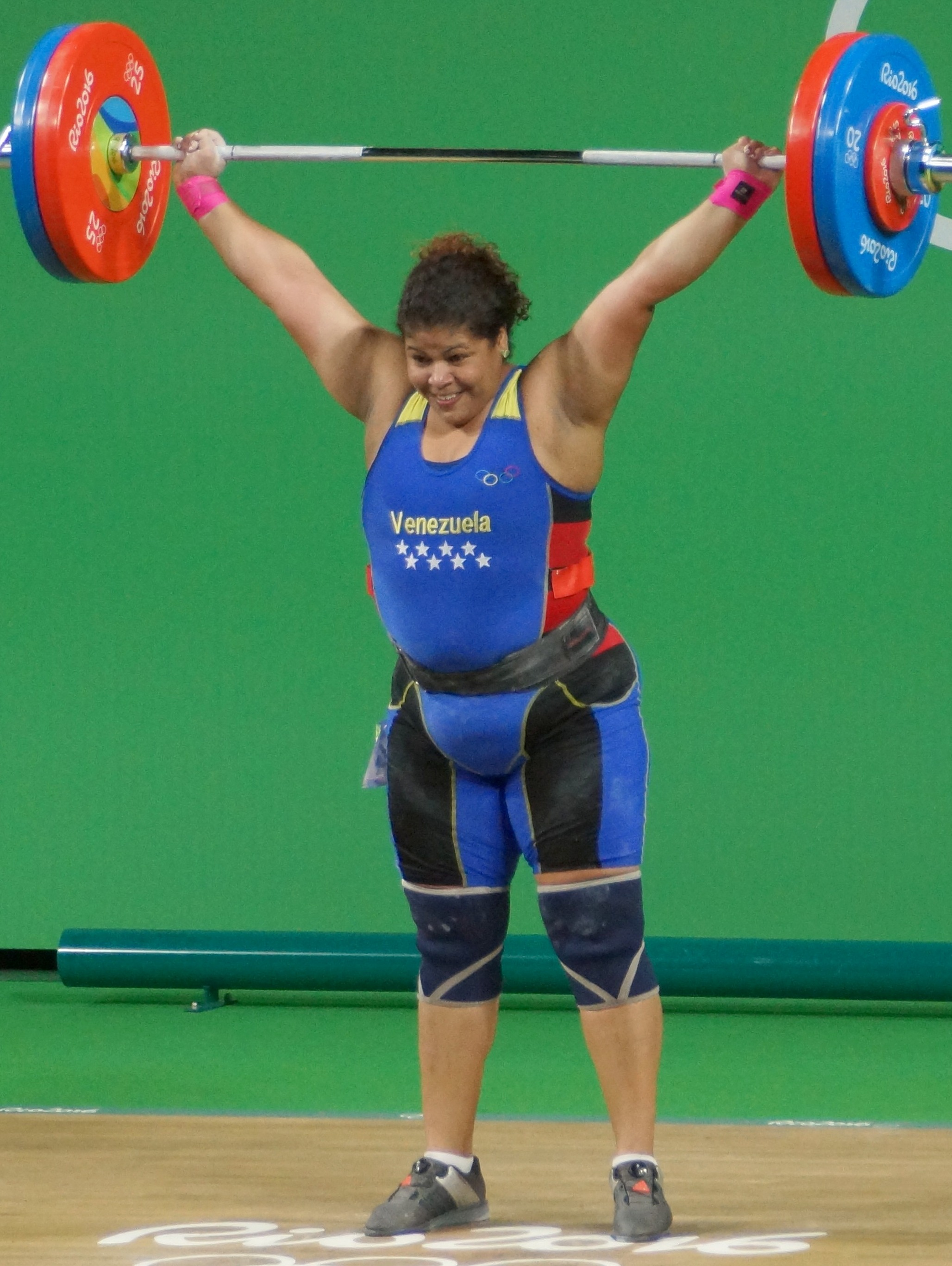
Эспиноса в Рио-2016. Рывок.

Яниуска Исабель Эспиноса родилась 5 декабря в Пуэрто-Кабельо, Венесуэла. Изначально занималась лёгкой атлетикой. В 13 лет перешла в тяжёлую атлетику. 
Я занималась легкой атлетикой в течение семи лет, пока не переключилась на тяжелую атлетику. В 13 лет я начала прибавлять в весе, и к 15 годам я весила более 80 кг, что не удобно для легкой атлетики. Мне не нравится сидеть на диете, поэтому я решила искать спорт, где не нужно худеть.
Многократная чемпионка Южной Америки (2011, 2012, 2013, 2016 и 2017), призёрка и победитель Панамериканских чемпионатов (золото 2014, серебро 2009, 2012, 2013 и бронза 2010).
На Панамериканских играх 2011 в Гвадалахаре завоевала серебро. Через 4 года на играх в Торонто Яниуска Эспиноса выиграла золото с результатом 263 кг.
Лучшим выступлением на чемпионатах мира является 4-е место на чемпионате мира 2013 во Вроцлаве.
На Олимпийских играх в Рио-де-Жанейро Яниуска Эспиноса установила личный рекорд, показав 121 кг в рывке и 152 кг в толчке, и итоговым результатом 273 кг заняла 7-е место.

## Спортивные результаты
| Год  | Соревнование                                        | Место проведения  | Весовая категория | Рывок  | Толчок | Сумма двоеборья | Место |
| 2005 | Чемпионат мира среди юниоров                        | Пусан             | свыше 75 кг       | 97 кг  | 115 кг | 212 кг          | 8     |
| 2009 | Панамериканский чемпионат                           | Чикаго            | свыше 75 кг       | 101 кг | 130 кг | 231 кг          | 2     |
| 2010 | Южноамериканские игры                               | Медельин          | свыше 75 кг       | 106 кг | 134 кг | 240 кг          | 2     |
| 2010 | Панамериканский чемпионат                           | Гватемала         | свыше 75 кг       | 106 кг | 132 кг | 238 кг          | 3     |
| 2011 | Чемпионат Южной Америки                             | Валенсия          | свыше 75 кг       | 106 кг | 138 кг | 244 кг          | 1     |
| 2011 | Панамериканские игры                                | Гвадалахара       | свыше 75 кг       | 109 кг | 136 кг | 245 кг          | 2     |
| 2011 | Чемпионат мира                                      | Париж             | свыше 75 кг       | 100 кг | 133 кг | 233 кг          | 17    |
| 2012 | Панамериканский чемпионат                           | Антигуа-Гуатемала | свыше 75 кг       | 107 кг | 134 кг | 241 кг          | 2     |
| 2012 | Чемпионат Южной Америки                             | Маракайбо         | свыше 75 кг       | 110 кг | 130 кг | 240 кг          | 1     |
| 2013 | Панамериканский чемпионат                           | Каракас           | свыше 75 кг       | 111 кг | 135 кг | 246 кг          | 2     |
| 2013 | Чемпионат мира                                      | Вроцлав           | свыше 75 кг       | 115 кг | 140 кг | 255 кг          | 4     |
| 2013 | Боливарианские игры                                 | Чиклайо           | свыше 75 кг       | 113 кг | 142 кг | 255 кг          | 1     |
| 2014 | Южноамериканские игры                               | Сантьяго          | свыше 75 кг       | 110 кг | 144 кг | 254 кг          | 1     |
| 2014 | Панамериканский чемпионат                           | Санто-Доминго     | свыше 75 кг       | 111 кг | 140 кг | 251 кг          | 1     |
| 2015 | Панамериканские игры                                | Торонто           | свыше 75 кг       | 115 кг | 148 кг | 263 кг          | 1     |
| 2015 | Чемпионат мира                                      | Хьюстон           | свыше 75 кг       | 117 кг | 146 кг | 263 кг          | 13    |
| 2016 | Чемпионат Южной Америки                             | Рио-де-Жанейро    | свыше 75 кг       | 118 кг | 147 кг | 265 кг          | 1     |
| 2016 | Летние Олимпийские игры                             | Рио-де-Жанейро    | свыше 75 кг       | 121 кг | 152 кг | 273 кг          | 7     |
| 2017 | Панамериканский чемпионат                           | Майами            | свыше 90 кг       | 110 кг | 138 кг | 248 кг          | 5     |
| 2017 | Чемпионат Центральной Америки и Карибского бассейна | Гватемала         | свыше 90 кг       | 114 кг | 140 кг | 254 кг          | 3     |
| 2017 | Боливарианские игры                                 | Санта-Марта       | свыше 90 кг       | 117 кг | 141 кг | 258 кг          | 1     |
| 2018 | Панамериканский чемпионат                           | Санто-Доминго     | свыше 90 кг       | 117 кг | 143 кг | 260 кг          | 4     |
| 2018 | Южноамериканские игры                               | Кочабамба         | свыше 90 кг       | 115 кг | 140 кг | 255 кг          | 1     |
| 2019 | Чемпионат мира                                      | Паттайя           | свыше 87 кг       | 115 кг | 144 кг | 259 кг          | 12    |

## Вне спорта
Муж Хуан Хосе Камакаро, сыновья близнецы Луис Альберто и Луис Эдуардо (2007 г.р.) и Омар Хесус (2008 г.р.).